# Aspudden (postort)
Aspudden var en tidigare postort i Söderort inom Stockholms kommun. Den inrättades år 1912 med postexpedition på  den 1911 öppnade Jarlagatan (nuvarande Hägerstensvägen). Postorten upphörde 1950, då den uppgick i Hägersten.